# Frielingsdorf

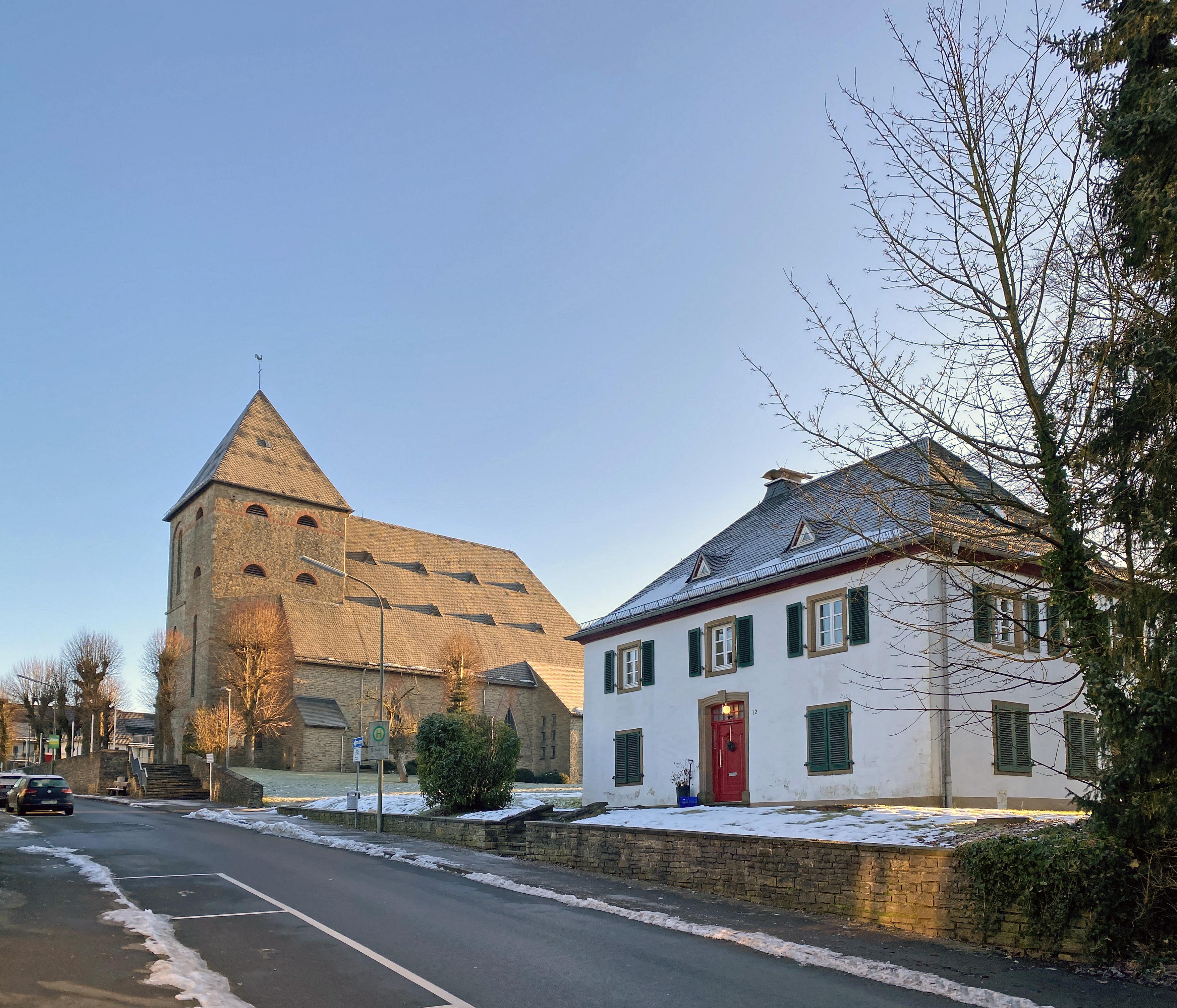
Baudenkmäler Pfarrhaus und St. Apollinaris - Jan-Wellem-Straße

Das Kirchdorf Frielingsdorf ist ein Ortsteil der Gemeinde Lindlar im Oberbergischen Kreis im Regierungsbezirk Köln in Nordrhein-Westfalen (Deutschland).

## Lage und Beschreibung
Frielingsdorf liegt etwa 6 Kilometer nordöstlich von Lindlar an der Landesstraße 302, zwischen Wipperfürth und Engelskirchen.
Nordwestlich von Frielingsdorf fließt der Bach Lindlarer Sülz, der Scheelbach fließt östlich.

## Geschichte
1490 wurde der Ort erstmals in Lindlarer Kirchenrechnungen urkundlich erwähnt. Schreibweise der Erstnennung war Frylixdorf.
Die Topographia Ducatus Montani des Erich Philipp Ploennies, Blatt Amt Steinbach, belegt, dass der Wohnplatz bereits 1715 mehrere Hofstellen besaß, die als Frilingsdorf beschriftet und mit Dorf ohne Kirche bezeichnet sind. Carl Friedrich von Wiebeking benennt die Hofschaft auf seiner Charte des Herzogthums Berg 1789 als Frilingdorf. Aus ihr geht hervor, dass der Ort zu dieser Zeit Teil der Honschaft Breun im Oberen Kirchspiel Lindlar war.
1797 wurde eine Kapelle St. Apollinaris geweiht. 1801 erfolgte die Abtrennung vom Pfarrbezirk Lindlar, die wenig später wieder aufgehoben wurde. 1812 schließlich die endgültige Abtrennung, unter starkem Engagement des Pastors Johann Peter Ommerborn. Eine 1848–50 errichtete Kirche brannte 1897 nach einem Blitzeinschlag ab. 1898 Neubau der Kirche unter Pfarrer Matthias Schmitz. Am zweiten Weihnachtstag 1926 stürzten Teile der Kirchendecke ein. Die heutige Kirche wurde 1927/28 von Dominikus Böhm erbaut. Die ehemalige Hauptschule Frielingsdorf wurde aufgelöst, so dass in Frielingsdorf heute nur noch eine Grundschule existiert.
Der Ort ist auf der Topographischen Aufnahme der Rheinlande von 1825 als Frilingsdorf verzeichnet. Die Preußische Uraufnahme von 1840 zeigt den Wohnplatz unter dem Namen Frielingsdorf. Ab der Preußischen Neuaufnahme von 1894/96 ist der Ort auf Messtischblättern regelmäßig als Frielingsdorf verzeichnet.
1822 lebten 98 Menschen im als Hof und Kirche kategorisierten Ort, der nach dem Zusammenbruch der napoleonischen Administration und deren Ablösung zur Bürgermeisterei Lindlar im Kreis Wipperfürth gehörte. Für das Jahr 1830 werden für den als Frielingsdorf bezeichneten Ort eine Pfarrkirche mit 98 Einwohnern angegeben. Der 1845 laut der Uebersicht des Regierungs-Bezirks Cöln als Kirchdorf kategorisierte Ort besaß zu dieser Zeit 13 Wohngebäude mit 113 Einwohnern, alle katholischen Bekenntnisses.
Die Gemeinde- und Gutbezirksstatistik der Rheinprovinz führt Frielingsdorf 1871 mit 21 Wohnhäusern und 103 Einwohnern auf. Im Gemeindelexikon für die Provinz Rheinland von 1888 werden für Frielingsdorf 13 Wohnhäuser mit 113 Einwohnern angegeben. 1895 besitzt der Ort 29 Wohnhäuser mit 197 Einwohnern und gehörte konfessionell zum evangelischen Kirchspiel Hülsenbusch und zum katholischen Kirchspiel Frielingsdorf, 1905 werden 36 Wohnhäuser und 297 Einwohner angegeben.

## Sehenswürdigkeiten
- Ehrenmal

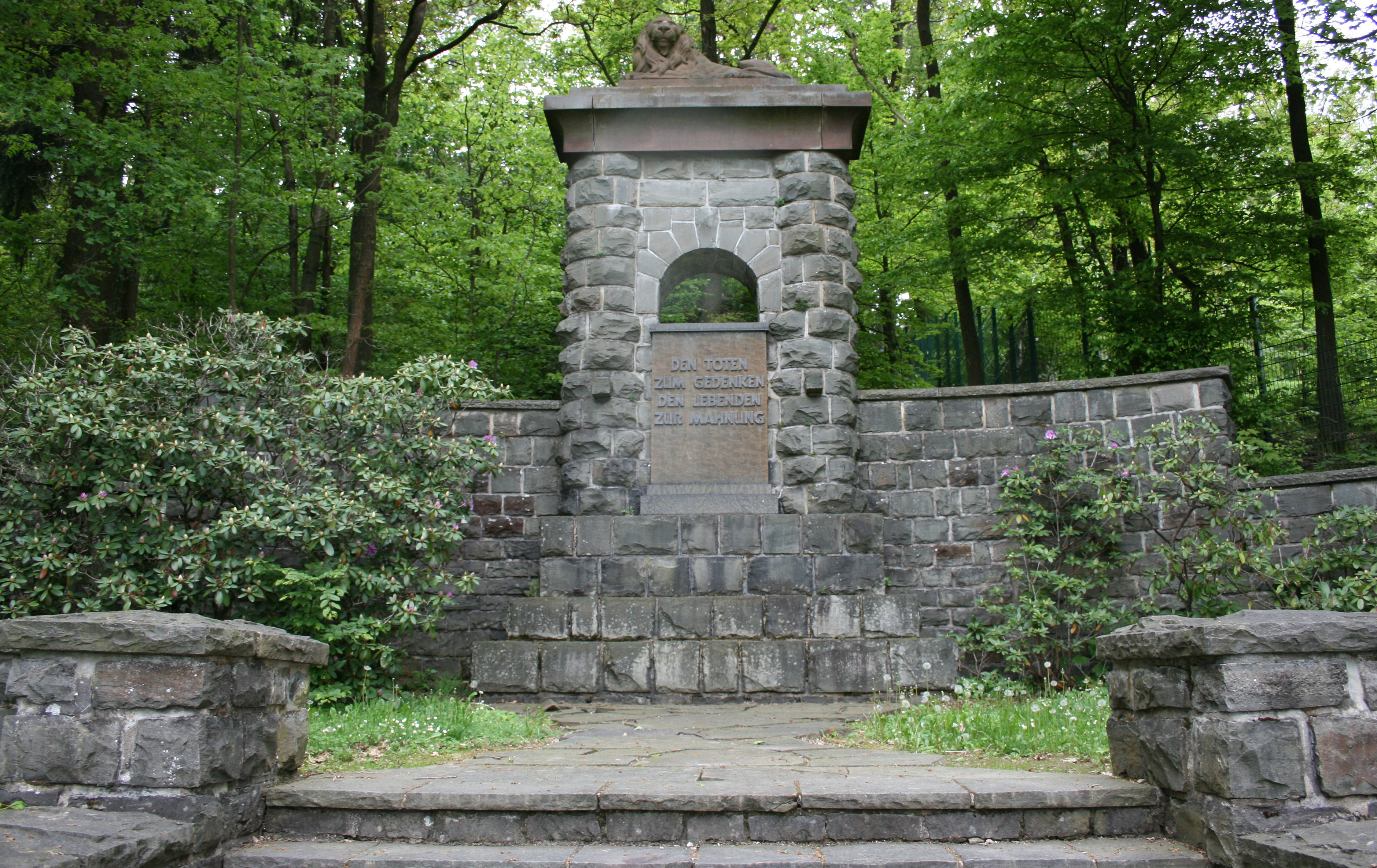
Ehrenmal in Lindlar-Frielingsdorf

- Baudenkmal Pfarrhaus - Jan-Wellem-Straße 12

## Infrastruktur
- Katholische Pfarrgemeinde St. Apollinaris Frielingsdorf in der denkmalgeschützten St. Apollinaris Kirche
- Gemeinschaftsgrundschule Frielingsdorf